# یواس‌اس باربرو (اس‌اس-۳۱۷)
یواس‌اس باربرو (اس‌اس-۳۱۷) (به انگلیسی: USS Barbero (SS-317)) یک زیردریایی بود که طول آن ۳۱۱ فوت ۹ اینچ (۹۵٫۰۲ متر) بود. این زیردریایی در سال ۱۹۴۳ ساخته شد.